# 巴克豪森稳定性准则

回授振盪器的方塊圖，可以用巴克豪森稳定性准则來分析。其中包括放大元件A，其輸出v_{o}經過回授線路β(jω)後，變成放大元件的輸入v_{f}

為了要找迴路增益，先將回授環切斷，計算特定輸入v_{i}下的輸出v_{o}：

巴克豪森稳定性准则（Barkhausen stability criterion）是電子學裡判斷線性電路是否會振盪的準則。此準則是德國物理學家海因里希·巴克豪森在1921年所發現。在電子振盪器的設計上常會用到此準則，在負回授電路（像是使用運算放大器）中也會利用此一準則，避免電路振盪。

## 準則
若A是放大元件的增益，而β(jω)是回授電路的传递函数，則βA是回授電路的环路增益，巴克豪森稳定性准则指出，只有在以下的頻率下，電路才會有穩態的振盪：
1. 迴路增益的絕對值等於1，{\displaystyle |\beta A|=1\,}
2. 迴路產生的相位移為0或是2π的整數倍，{\displaystyle \angle \beta A=2\pi n,n\in \{0,1,2,\dots \}\,.}

巴克豪森稳定性准则是振盪的必要條件，不是充份條件，有些電路滿足巴克豪森稳定性准则，但不是振盪。奈奎斯特穩定判據和系統是否穩定有關。但也沒有提及系統是否會挀盪。目前還沒有一個既是充份條件也是必要條件，簡單的振盪準則。

## 限制
巴克豪森稳定性准则只適用於有回授的線性電路中。巴克豪森稳定性准则無法用在有負阻特性的主動元件上（例如隧道二極體振盪器）。
此準則的核心是為了讓系統有穩態的振盪，需要將複數極點對放在复平面的虛軸上。

## 錯誤版本
巴克豪森原始的「自激振盪公式」（目的是要確定回授路徑上的振盪頻率），其中包括一個等式：|βA| = 1。在科學家對條件穩定非線性系統還不瞭解時，普遍認為這是穩定（|βA| < 1）和不穩定（|βA| ≥ 1）的分界，這個錯誤版本也出現在一些文獻中。不過只有在等式成立時，才會有自激振盪。